# Delfín Quesada Castro
Delfín Quesada Castro (ur. 10 marca 1908 w San Pedro, zm. 17 października 1974) – kostarykański duchowny katolicki, biskup diecezjalny San Isidro de El General 1954-1974.

## Życiorys
Święcenia kapłańskie otrzymał 20 grudnia 1931.
22 października 1954 papież Pius XII mianował go biskupem diecezjalnym San Isidro de El General. 18 stycznia 1955 z rąk arcybiskupa Paula Berniera przyjął sakrę biskupią. Funkcję sprawował aż do swojej śmierci.
Zmarł 17 października 1974.